# Baojun 330
Baojun 330 – samochód osobowy klasy subkompaktowej produkowany pod chińską marką Baojun w latach 2015 – 2017.

## Historia i opis modelu
W październiku 2015 roku budżetowa marka joint-venture SAIC-GM-Wuling przedstawiła najmniejszego i najtańszego sedana w swojej ofercie, poszerzając gamę modelową o miejski model 330. Pod kątem wizualnym pojazd został upodobniony do większego Baojuna 630, zyskując charakterystyczne duże tylne lampy z zaokrąglonymi kantami. Gamę jednostek napędowych utworzył jeden, 1,5-litrowy silnik benzynowy konstrukcji General Motors.
W kabinie pasażerskiej, w zależności od wariantu wyposażeniowego, w konsoli centralnej znalazł się panel radia z odtwarzaczem CD lub kolorowy wyświetlacz dotykowy systemu multimedialnego.

### Sprzedaż
Baojun 330 został skonstruowany z myślą o chińskich nabywcach z tzw. miast trzeciego i czwartego rzędu, czyli mniejszych miast oddalonych od najludniejszych i najzamożniejszych metropolii. Pojazd widniał w ofercie Baojuna jedynie przez 2 kolejne lata produkcji. 

### Silnik
- L4 1.5l S-Tec